# Sawbridgeworth
Sawbridgeworth är en stad och civil parish i East Hertfordshire i Hertfordshire i England. Orten har 8 458 invånare (2011). Byn nämndes i Domedagsboken (Domesday Book) år 1086, och kallades då Sabrixteworde.